# Angyali üzlet
Az Angyali üzlet (eredeti cím: Borrowed Hearts vagy Borrowed Hearts: A Holiday Romance) 1997-ben bemutatott amerikai–kanadai televíziós romantikus filmdráma, melyet Ted Kotcheff rendezett. A főbb szerepekben Roma Downey és Eric McCormack látható.
A film csak DVD-n jelent meg.

## Cselekmény
|  | Alább a cselekmény részletei következnek! |

Sam Field (Eric McCormack) fiatal, egyedül élő üzletember. Gazdag családból származik és saját csomagológyára van. Gondtalan, de sekélyes életet él, amit az elegáns (átmeneti) barátnő sem tesz élvezhetővé.
Egyik nap szóvivője és barátja, Dave Hebert (Shawn Alex Thompson) azzal áll elő, hogy egy gazdag mexikói üzletember szeretné megvenni a gyárat, amit ezek után Mexikóban üzemeltetnének. Az eredeti gyár megmaradna, de az eladás a létszám jelentős csökkentésével járna. A vevő családszerető ember, és kizárólag ilyen emberrel hajlandó üzletelni, ezért a szóvivő elhitette vele, hogy Samnek családja van. A vevő személyesen utazna Samhez az üzlet megkötése miatt, ezért Sam beleegyezik, hogy néhány napra béreljenek fel egy nőt és egy gyereket, akik eljátsszák majd a feleség és a gyerek szerepét, de a gyakorlás katasztrófába torkollik, Sam elküldi őket.
Ekkor egy hétéves kislány sétál be a házába, mert az az ő babaházára emlékezteti őt. Nemsokára követi őt anyukája, Kathleen Russell (Roma Downey), aki Sam gyárában dolgozik. Kathleen szeretne önálló házat magának és a gyerekének, ezért keményen dolgozik és spórol, még művészi ambícióit is feladja egy időre, pedig gyermekkora óta szeretne festő lenni.
A látogatás kapóra jön Samnek, aki felbérli a nőt és a gyereket két-három napra, amíg az üzletember nála lesz látogatóban.
A kislány Zoey Russell (Sarah Rosen Fruitman), barátságos kislány, aki gyakran galibát okoz. Hiányzik neki a papája (Jerry Russell (Kevin Hicks)), aki hat hónapja elhagyta őket, mert igazából csak a golf érdekli.
Kathleen nincs elragadtatva az ötlettől, hogy Sam „megvegye” őket, de a háromezer dollár jól jön a ház kölcsönének törlesztéséhez, ezért elvállalja a dolgot. Sam személyzete (fodrász, kozmetikus, stylist, stb.) külsőleg szinte teljesen átalakítja őket. Megtanulják azt is, hogy mit kell mondaniuk a potenciális ügyfélnek a házasságukkal kapcsolatban például. A vevő, Javier Del Campo (Héctor Elizondo) elvileg csak a hétvégére érkezik, karácsony előtt.
Javier megnézi a gyárat működés közben, majd váratlanul bejelenti, hogy szeretne addig maradni, amíg nyélbe ütik az üzletet, ez előre láthatólag két hét lesz. Kathleen már majdnem elutazott Zoey-val együtt, de még időben semmissé teszik a dolgot (újabb pénzösszeg fejében). Zoey nagyon örül a dolognak, Sam és Kathleen már kevésbé. Sam azóta a gardróbban alszik, és otthon alig tud dolgozni, mert zavarja a szokatlan zaj. Egyik alkalommal Zoey véletlenül lelocsolja szódavízzel, ekkor Sam kiborul és kiabál vele. Kathleen nem tűri ezt a viselkedést, ezért azonnal elhagyják a lakást. Este Sam átmegy Kathleen lakásába, hogy tőle és Zoey-tól bocsánatot kérjen. Elmondja Zoey-nak egyik gyermekkori élményét, amikor apja baseballozni szerette volna tanítani, ő azonban ügyetlen volt hozzá, mert túl nagy volt a fogókesztyű, amit apja adott neki. Mivel egyetlen labdát sem tudott elkapni, apja megharagudott rá, hogy fia nem felel meg az elvárásainak. Samet ez nagyon bántotta, és azóta sem tudta kiheverni, hogy apja nem szerette őt.
Másnap este a „család” és Javier korcsolyázni mennek. Itt Zoey meggyőződik róla, hogy Javier egy angyal, mert Kathleen barátnője, aki vigyázni szokott rá, azt mondta neki, hogy az angyalokat arról lehet felismerni, hogy zenét lehet hallani, de nem lehet látni a zene forrását.
Sam ugyanekkor rájön, hogy Kathleen sokkal jobban tetszik neki, mint az a fiatal hölgy, aki szívesen korcsolyázott volna vele.
Amikor már minden jól alakul, feltűnik Jerry (Zoey apja) egy étteremben, ahol ők és Javier vacsoráznak. Jerry szeretne találkozni a családjával, Sam azonban megkéri, hogy ezt csak karácsony után tegye meg. Cserébe húszezer dollárt ajánl fel neki, amit Jerry örömmel elfogad.
Az egyik üzleti megbeszélésen Kathleen véletlenül meghallja, hogy nem cégegyesítésről, hanem eladásról van szó. Gyorsan a gyárba siet, és Sam nevében vendégül látja a munkásokat. Amikor Sam utána megy, elmondja neki, hogy melyik munkásnak milyen személyes okból van szüksége a gyárban való munkára. Samnek ez kényelmetlenül esik. Aznap este az ajándékok csomagolása közben majdnem megcsókolják egymást, de megszakítja az idillt Zoey kiáltása, aki valami rosszat álmodott.
Karácsony reggelén Javier aláírja a szerződést, Sam azonban azt mondja, hogy karácsonykor nem dolgozik. Javier felhívja a figyelmüket rá, hogy éppen a fagyöngy alatt állnak, ezért megcsókolják egymást Ez azonban felzaklatja Zoey-t, ráadásul ígéretéhez híven Jerry is megjelenik az ajtóban, akit Zoey „papa” kiáltásokkal fogad. Javier nem érti a dolgot és magyarázatot kér, ezért Sam elmondja neki az igazságot. Javier ennek ellenére fenntartja az ajánlatát, Sam azonban eltépi a szerződést. Eközben Jerry elmagyarázza Zoey-nak, hogy nem maradhat tovább, és próbálja elmagyarázni neki, hogy Sam és az anyja lesznek a családja. Amikor távozik, Zoey felmászik a ház előtt álló magas fára, ahonnan azonban nem tud lejönni. Sam és Kathleen utána szaladnak. Sam biztatja, hogy ugorjon le, ő el fogja kapni. Zoey nem mer ugrani, végül az ág, amibe kapaszkodik, eltörik, Sam azonban elkapja a gyereket, mielőtt a földre zuhanna. Mindhárman örömmel, kézen fogva mennek be a házba
|  | Itt a vége a cselekmény részletezésének! |

## Szereplők
| Karakter           | Színész         | Magyar hang     |
| ------------------ | --------------- | --------------- |
| Dave Hebert        | Shawn Thompson  | Kárpáti Levente |
| Javier Del Campo   | Hector Elizondo | Fülöp Zsigmond  |
| Bridget            | Barbara Gordon  | Fabó Györgyi    |
| Howtourne, az inas | James Mainprize | Versényi László |
| Kathleen Russell   | Roma Downey     |                 |
| Sam Field          | Eric McCormack  |                 |

## A film készítése
1997. május 26-án a Variety bejelentette, hogy Roma Downey lesz a főszereplő Eric McCormack és Héctor Elizondo mellett, és hogy a filmet nyáron, Torontóban veszik fel.

## Fogadtatás
Az Angyali üzlet vegyes fogadtatásra talált, ennek ellenére a CBS egyik legnézettebb tévéfilmje volt.
A filmet azzal a váddal illették, hogy lopott Charles Dickens Karácsonyi ének című történetéből. Faye Zuckerman, a The New York Times kritikusa arra panaszkodott, hogy „a szereplőkből hiányzott a tűz”, és hogy „McCormack túlságosan melegszívű és szerethető figura, nem pedig szívtelen gyermekgyűlölő”.
A Variety kritikusa elnézőbb volt, szerinte „nézhető, kedves ünnepi film”. A kritikus a szereplőkkel is meg volt elégedve: „McCormack könnyedén és humorosan játssza Sam figuráját, a kedves Downey és Elizondo kevesebb teendővel áll szemben, a fiatal Fruitman igazán tehetséges. A produkció tervezője, Rolf Harvey és a jelmeztervező Linda Muir jól ábrázolják a gazdag új-angliai család környezetét. Ted Kotcheff rendezése eleven.”

## Fordítás
Ez a szócikk részben vagy egészben  a   Borrowed Hearts című angol Wikipédia-szócikk fordításán alapul.  Az eredeti cikk szerkesztőit annak laptörténete sorolja fel. Ez a jelzés csupán a megfogalmazás eredetét és a szerzői jogokat jelzi, nem szolgál a cikkben szereplő információk forrásmegjelöléseként.